# Manglet
Manglet (Manglet Island) es una isla situada en Filipinas, adyacente a la de Busuanga, isla que forma parte del grupo de Calamianes.
Administrativamente forma parte del barrio de Santo Niño  del municipio filipino de tercera categoría de Busuanga perteneciente a la provincia  de Paragua en Mimaro, Región IV-B.

## Geografía
Isla Busuanga es la más grande del Grupo Calamian situado a medio camino entre las islas de Mindoro (San José) y de Paragua (Puerto Princesa), con el Mar de la China Meridional a poniente y el mar de Joló a levante. Al sur de la isla están las otras dos islas principales del Grupo Calamian: Culión y Corón.
Manglet se encuentra en el Mar de la China Meridional, a poniente de Isla Busuanga. Esta isla tiene aproximadamente 1.690 metros de largo, en dirección este-oeste, y unos 770 metros en su línea de mayor anchura.
Separada por el Paso del Oeste de Corón (Coron West Passage) que comunica la bahía de Guro con la de Corón, dista 2.400 metros de isla Busuanga.
Las islas más cercanas son las siguientes:  1.430 metros a poniente la isla de Lajo ;  2.686 metros a noroeste el islote de Santa Mónica; 930 metros al noroeste el islote de Darab; Dibolinay, 920 metros a poniente; Lamud, 1.000 metros al sur, pertenece al  municipio vecino de Culión, al igual que Marily, 950 metros al sureste. 2.420 metros a levante isla de Lusong.
Forman parte del barrio de Santo Niño, cuya sede se encuentra en isla de Busuangán, las siguientes islas e islotes:  Lajo, Pass, Darab, Dibu,  Santa Mónica y Manglet.